# Блистающий мир
«Блиста́ющий мир» — роман Александра Грина, написанный в 1921—1923 годах. Впервые опубликован в 1923 году в 11 номерах петроградского журнала «Красная нива». В 1924 году роман был опубликован отдельным изданием (издательство «Земля и фабрика»).

## Сюжет
В романе рассказывается о Друде — человеке, наделённом чудесным даром полёта, подобного полёту во сне, и о преследованиях его со стороны бездушных богачей, правящих миром.
В некоем городе появилось объявление, что в цирке даст единственное представление «Человек Двойной Звезды», который совершит полёт в воздухе безо всяких приспособлений. Директор цирка сообщил, что артист отказался взять деньги за своё выступление. По городу поползли различные слухи о личности гастролёра, и на представление были тут же раскуплены все билеты даже по тройной цене. В цирке собралась вся знать города, среди которой были министр полиции Дауговет и его племянница Руна Бегуэм.
Выступление Человека Двойной Звезды ― а им был не кто иной, как Друд ― произвело сенсацию. Среди всеобщего шума и гама Дауговет отдал приказ двум своим агентам немедленно уничтожить артиста. Когда Друд вышел из цирка, агенты напали на него, но он резко взлетел. Один из нападавших, вцепившийся в Друда, при взлёте упал с большой высоты и разбился. 
Через некоторое время в одной из гостиниц города произошли странные события: в закрытый на ключ номер неизвестно как проник жилец, у которого ключа не было. Это был Друд, который жил в гостинице под вымышленным именем Айшер. Возникли подозрения, что Айшер ― это летающий человек, и влетел в номер через окно. Хозяин гостиницы доложил об этом властям, а затем по их приказу подсыпал Друду снотворное в кофе. Вызванная карета скорой помощи доставила его не в больницу, а в тюрьму.
Руна не может забыть Друда, чей полет в цирке произвёл на неё ошеломляющее впечатление, и обращается к дяде с просьбой разрешить навестить его. О местонахождении Друда она знает от своей горничной, которая, в свою очередь, узнала о происшедшем от служащих гостиницы. Дядя заявляет, что летающий человек по многим причинам представляет опасность для государства и должен быть изолирован. Племянница настаивает на свидании, объясняя, что её привлекает всё необычайное. Наконец, Дауговет даёт ей разрешение на свидание.
Руна приходит к закованному в цепи Друду и передаёт ему два напильника, чтобы он с их помощью освободился от оков. Друд хитростью заставляет часового отпереть его камеру и вылетает в открытую дверь.
Вскоре Друд тайно прилетел к Руне, чтобы выразить свою благодарность. Но, узнав, что Руна хочет с помощью его необычного дара завоевать весь мир, он отвергает её предложение и с огорчением улетает. Гордая и самолюбивая девушка этого ему не простила.
Весной следующего года в Лисс прибывает 19-летняя Тави, которая нашла по объявлению место чтицы у некоего Торпа. В городском сквере Тави знакомится с человеком по имени Крукс, который производит на неё приятное впечатление. Когда она приезжает к Торпу, выясняется, что он скоропостижно умер от разрыва аорты. Вдова Торпа радуется его смерти, так как ненавидела своего мужа. Она проводит Тави в его кабинет с книгами эротического содержания, которыми он постепенно развращал своих чтиц. Такая судьба ждала и Тави, но ей повезло.
Не взяв предложенные ей деньги и размышляя, как вернуться домой, Тави идёт на представление в Клуб Воздухоплавателей. Там она встречает Крукса. Крукс читает собравшимся лекцию о том, как нужно летать на аппарате, похожем на лебедя и движущемся в воздухе силой звука четырех тысяч серебряных колокольчиков. Все смеются над изобретателем. На вопрос председателя «Кто верит в полет Крукса?» только Тави поднимает руку и поддерживает докладчика. Полёт состоялся.
Вернувшись домой, Тави не может забыть Крукса. Готовясь ко дню рождения, она постоянно вспоминает его. Тави приходят поздравить гости. В самый разгар веселья Тави арестовывают, но с помощью Крукса ей удается бежать. Крукс, который оказывается Друдом, доставляет девушку в безопасное место. Он объясняет ей, что её хотели арестовать, думая, что она знает о его местонахождении. Теперь они вместе.
К Руне приходит незнакомец и предлагает ей совместными усилиями уничтожить Друда. Руна, испытывающая ненависть к Друду (или любовь-ненависть?) с тех пор, как он отверг её предложение, соглашается и дает незнакомцу деньги на расходы. Через некоторое время они снова встречаются, и незнакомец сообщает, что не сумел добиться цели. Выйдя на улицу, Руна видит лежащего на земле окровавленного человека. В собравшейся вокруг толпе говорят, что это самоубийца, выпрыгнувший из окна. Но Руне кажется, что это Друд. "В этот момент девушка была совершенно безумна, но видела, д л я  с е б я, с истиной, не подлежащей сомнению, ― того, кто так часто, так больно, не ведая о том сам, вставал перед её стиснутым сердцем".
По поводу финала романа существуют противоречивые мнения. Многие читатели и даже авторитетные критики сочли, что Друд действительно погиб. Есть свидетельства, что Грина упрекали в "убийстве" своего героя, а он очень обижался, потому что не убивал Друда. "Да не погибает он, ― говорил Грин. ― Дух бессмертен".

## Значение
Полёт символизирует собой творческую свободу человека — чуждую, непривычную и даже враждебную миру продажности, косности и пошлости. Друд в романе произносит ряд ярких речей, призывая присутствующих принять высшие, истинно человеческие ценности взамен потакания жадности и злобе.
Вероятно, роман Грина вдохновил Александра Беляева на создание романа «Ариэль».

## Экранизации
- «Блистающий мир» —  экранизация 1984 года режиссёра Булата Мансурова.